# الرجل الضاحك (قصة قصيرة)
الرجل الضاحك (بالإنجليزية: The Laughing Man)‏ هو عنوان قصة قصيرة للكاتب جيروم ديفيد سالينجر، نُشِرَت لأول مرة في مجلة ذا نيويوركر في 19 من مارس من عام 1949، ونُشِرَت أيضًا في مجموعة قصص سالينجر القصيرة القصص التسع. تأخذ القصة بشكل رئيسي شكل قصة ضمن قصة وتسودها من الناحية الموضوعية العلاقة بين الرواية والراوي، ونهاية عمر الشباب. القصة مستوحاة من رواية فيكتور هوغو والتي تحمل نفس العنوان: الرجل الذي يضحك (بالفرنسية: L’homme qui rit).

## ملخص الحبكة
يتحدث الراوي مجهول الاسم عن تجاربه عندما كان عضوًا في نادي كومانشي في مدينة نيويورك بعمر تسع سنوات في عام 1928. رئيس النادي الذي يُدعى «الزعيم» هو طالب حقوق صغير في العمر في جامعة نيويورك، ويُوصَف بأنه يفتقر إلى المظهر الجذاب ولكن يبدو جميلًا بالنسبة للراوي. يحظى باحترام واسع من قبل جماعته بسبب قوته الرياضية ومهارته في سرد القصص.
يجمع الزعيم الصبية يوميًا بعد إنهائهم نشاطاتهم ليروي لهم الحلقة التالية من القصة التي يقصها عليهم عن المدعو بالرجل الضاحك. تصف قصة الزعيم التي يرويها على شكل سلسلة مغامرات الرجل الضاحك بأنه طفل لأحد المبشِّرين يختطفه قطاع الطرق في الصين، ويشوهون وجهه من خلال وضعه في ملزمة وضغطه. يُجبَر على ارتداء قناع، ولكنه يعوَّض عن ذلك ببنيته الرياضية القوية وامتلاكه سحرًا آسرًا مشابه لسحر روبن هود والقدرة على التكلم مع الحيوانات.
يلخص الراوي الأجزاء الأكثر روعة التي يقصها الزعيم عن مغامرات الرجل الضاحك، ويصوره على هيئة بطل القصص المصورة فيعبر الحدود «الصينية الباريسية» ليقوم بأفعال الاحتيال البطولية ويتحدى عدوه اللدود «مارسيل دوفارج، المحقق الذكي المشهور على مستوى العالم».
يواعد الزعيم في النهاية فتاة شابة تُدعى ماري هادسون، وهي طالبة في كلية ويليسلي، وتُوصَف بأنها جميلة جدًا ومسترجلة بعض الشيء على حد سواء.
يتغير حظ الرجل الضاحك بالترافق مع تذبذب العلاقة بين الزعيم وماري بين الاتفاق والخلاف. يقدم الزعيم في أحد الأيام حلقةً يُؤسَر فيها الرجل الضاحك من قبل عدوه اللدود ويُقيَّد إلى شجرة، ويواجه خطر الموت، وتنتهي الحلقة نهاية مفتوحة. يأخذ الزعيم جماعته بعد ذلك مباشرة إلى ملعب لكرة المضرب، حيث تأتي ماري هادسون. يُجري الزعيم وماري هادسون محادثة بعيدًا عم مسامع الفتيان، ويعودان بعد ذلك وما يزالان ممتعضَين.
في الحلقة الأخيرة من القصة، يقتل الزعيم الرجل الضاحك، ما يُفزع نادي كومانش كثيرًا.

## الأفلام المقتبسة
كان سالينجر مترددًا في السماح بتحويل أعماله إلى أفلام، ومع ذلك فقد أصدر تعليماته لقسم تراخيص الترفيه في وكالته الأدبية (هارولد أوبر أسوشييتس) بإرسال قصته إلى المنتجين من أجل إتاحة المجال لعقد صفقة تحويلها إلى فيلم. كان الدافع وراء تلك الخطوة هو الحاجة المالية، ولكن الأطراف المعنية أبدت رغبتها فقط في روايته الحارس في حقل الشوفان.
تكون قضية الرجل الضاحك في الموسم الأول من مسلسل الأنيمي «Gost in the Shell: Stand Alone Complex» هي المحور الرئيسي للحبكة ويحوي العديد من الاقتباسات عن قصص جيروم ديفيد سالينجر.